# Heterospilus terminalis
Heterospilus terminalis är en stekelart som beskrevs av William Harris Ashmead 1900. Heterospilus terminalis ingår i släktet Heterospilus och familjen bracksteklar. Inga underarter finns listade i Catalogue of Life.